# Parco nazionale dei Pirenei
Il parco nazionale dei Pirenei, chiamato anche parco nazionale dei Pirenei occidentali, è uno dei dieci parchi nazionali della Francia, situato a sud del paese, nella parte est della catena montuosa dei Pirenei, a cavallo dei dipartimenti degli Alti Pirenei, nella regione dell'Occitania e dei Pirenei Atlantici, nella regione della Nuova Aquitania.
Fondato nel 1957 e con una superficie di circa 50.000 ettari, nei pressi della frontiera franco-spagnola, comprende la valle d'Aspe, il pic du Midi d'Ossau, il pic du Balaïtous, il massiccio del Vignemale, il circo di Gavarnie e di Troumouse e il pic de Néouvielle a nord-est di Gavarnie: la parte centrale del parco è costituita dalla cittadina di Cauterets, insieme ad altri quattordici comuni.

## Storia e descrizione
Il parco è stato istituito con il decreto 67-265 del 23 marzo 1967 e la sede centrale è stata spostata nel 2008 a Tarbes nella Villa Fould, un edificio in mattoni, pietra e legno, risalente al 1850, così chiamata in quanto appartenente ad Achille Fould, uomo politico del Secondo Impero francese e ministro di stato sotto Napoleone III. Il parco è stato progettato per preservare la bellezza dei luoghi e per la protezione delle specie animali e vegetali minacciate dal rischio di estinzione. Intorno al parco, una zona di 160.000 ettari, beneficia degli investimenti economici, sociali e culturali per frenare i fenomeni di urbanizzazione ed al contempo favorire un turismo sostenibile.
Il territorio del parco ha una superficie di 45.707 ettari e si estende dalla Valle d'Aspe ad ovest, fino alla valle d'Aure ad est: il 60% della superficie ricade nel dipartimento degli Alti Pirenei; una zona periferica di 206.352 ettari, che ingloba 86 comuni, gode dei privilegi del parco. Al suo interno ospita circa 230 laghi e alcune delle vette più famose dei Pirenei, tra cui quella più alta in territorio francese del Vignemale; è inoltre uno dei più ricchi di Francia per flora (circa il 12% sono specie endemiche) e fauna: ospita 150 specie vegetali, 1.000 specie di coleotteri, 300 di farfalle e poi camosci, simbolo del parco, avvoltoi, aquile reali, orsi, linci e marmotte, queste ultime introdotte dalle Alpi ed in forte crescita. Inoltre è presente un animale acquatico endemico della zona, il desman pirenaico.
Nel 2014 sono stati reintrodotti i primi esemplari di stambecchi di Gredos, provenienti dal Parco nazionale della Sierra de Guadarrama. Nel 2019, circa 160 stambecchi vivevano nel territorio del parco.
Sono diverse le zone ad interesse turistico del parco: le valli d'Aure, Aspe, Azun, Marcadau, Cauterets, Luz, Ossau, Ossoue, Lutour, Especières, i laghi di Gaube, Estaing, Bious-Artigues, Oule, Suyen, Orédon, Cap-de-Long ed ancora il Pont d'Espagne, il circo di Gavarnie, Troumouse e Estaubé.
Insieme con il parco nazionale di Ordesa e del Monte Perdido e la riserva naturale del Néouvielle, costituiscono i Pirenei-Monte Perdido, ossia una vasta zona montagnosa tra Francia e Spagna, che nel 1997 è stata dichiarata patrimonio mondiale dell'umanità dall'UNESCO.